# 熱帯夜
熱帯夜（ねったいや）は、日本の気象庁の用語で、「夜間（夕方から翌朝まで）の最低気温が25度以上のこと。」をいう。もともとは、気象エッセイスト・倉嶋厚による造語である。

気象庁は、熱帯夜における「夜間」を「夕方から翌朝まで」としており、時刻何時から何時までを指すか定義しておらず、気温推移による「熱帯夜」の公式な統計はない。
「1日（0時1分から24時まで）の最低気温が摂氏25度以上の日」の統計は公表されているので、これを新聞・放送などは便宜的に報道の根拠として用いている。「1日の最低気温が摂氏25度以上の日」を指す、気象庁の特別な用語はない。
俳句においては夏の季語だが、近代気象学を前提とする語であるため、伝統的俳諧や明治など近代初年の俳句においては作例をもたない。
「夜間の最低気温摂氏30度以上の夜」は、超熱帯夜（ちょうねったいや）と表現されることがある。これは気象庁によって公式に定義された用語ではないが、日本気象協会においては2022年8月2日よりこのように呼ぶように定められた。これは日本気象協会に所属する気象予報士130名からアンケートをとり決定したもので、中には「灼熱夜」「茹暑夜」といった回答もあった。

## 原理
夏になると、日照時間の増加に伴って熱が地面や建物に伝導して蓄積され、コンクリートやアスファルトなど熱容量が大きい物質から熱放射が発生し、日没以降も続くために夜間も気温が下がらず、ヒートアイランド現象の一因ともされる。
ヒートアイランド現象が広く都市一般に見られるのと異なり、熱帯夜は沿岸の都市に顕著という特徴がある。大気と海水では比熱が異なるため、日中に観測されることが多い最高気温は内陸のほうが高くなる傾向にあるが、夜間（早朝）に観測されることが多い最低気温は沿岸のほうが高くなる傾向にある。東京湾、伊勢湾、瀬戸内海（大阪湾含む）、博多湾、有明海、鹿児島湾などの内海は、盛夏に表面水温が摂氏30度以上を推移することがあり、これら沿岸の都市である東京都区部、横浜市、名古屋市、大阪市、神戸市、岡山市、広島市、高松市、福岡市、佐賀市、鹿児島市などは、内海の海水が昼間の太陽熱で暖められた状態が夜半頃まで持続するため、夜間も日付が変わるごろまで30度以上を維持する日が見られる。
都市化や比熱の違いが関係しない、フェーン現象による熱帯夜もあり、北陸地方や山陰地方などで見られる。

## 観測
東京において熱帯夜の日数は増加しており、2010年では56日であった。
本州は、以前は7月中旬から8月中旬頃までの観測が多かったが、近年は6月下旬から10月中旬まで記録することもあり、長期化傾向にある。2011年6月に東京で日最低気温25℃以上を4回記録し、2016年10月3日に広島と越廼でそれぞれ25.2℃と25.4℃を、10月4日に福岡で25.0℃、2018年10月6日と2019年10月2日に玉野で25.1℃を記録し、いずれの地点でも10月の最低気温の最も高い記録を更新した（玉野は両日とも同じ数値で1位タイ）。
きわめてまれではあるが、亜寒帯気候の北海道でも熱帯夜を観測している。
|    | 観測所          | 変化率（日/10年） | 都市率 |
| -- | --------------- | ----------------- | ------ |
| 1  | 福岡県 福岡     | +5.0日            | 62%    |
| 2  | 沖縄県 石垣島   | +4.9日            | 5%     |
| 3  | 山口県 下関     | +4.8日            | 32%    |
| 4  | 東京都 東京     | +3.7日            | 92%    |
| 4  | 和歌山県 和歌山 | +3.7日            | 35%    |
| 4  | 熊本県 熊本     | +3.7日            | 51%    |
| 7  | 愛知県 名古屋   | +3.6日            | 86%    |
| 7  | 三重県 津       | +3.6日            | 24%    |
| 7  | 京都府 京都     | +3.6日            | 64%    |
| 10 | 徳島県 徳島     | +3.5日            | 27%    |
| -  | 大阪府 大阪     | +6.3日            | -      |

### 日最低気温摂氏30度以上日数の推移
それまでアメダスは10分ごとに気温の観測を行っていたが、2008年3月25日に新アメダスの運用を始めてからは、気象台などの気象官署と同じく10秒ごとの観測値から算出したものを10分ごとに配信している。
前日に異常な高温を記録したり、台風などの通過で発生するフェーン現象によって、まれに0時から翌朝9時の夜間に最低気温が摂氏30度以上になることはある。
日最低気温（日界24時）が摂氏30度以上
- 30.8度　新潟県上越市高田（2023年8月10日）[17]
- 30.8度　新潟県佐渡市相川（2019年8月15日）[18]
- 30.7度　鳥取県境港市（2023年8月10日）[19]
- 30.5度　福岡県福岡市中央区（2018年8月22日）[20]
- 30.4度　沖縄県石垣市（2024年7月18日）[21]
- 30.4度　島根県松江市（2023年8月10日）[22]
- 30.4度　鳥取県米子市（2023年8月10日）[23]
- 30.4度　新潟県佐渡市相川（2023年8月10日）[24]
- 30.4度　東京都千代田区大手町（2013年8月11日）[25]
- 30.3度　静岡県浜松市中央区（2024年7月29日）[26]
- 30.3度　沖縄県石垣市（2024年7月19日）[21]
- 30.3度　新潟県上越市高田（2019年8月15日）[27]
- 30.2度　福岡県福岡市中央区（2024年7月20日）[28]
- 30.2度　新潟県佐渡市相川（2023年8月9日）[24]
- 30.1度　愛媛県松山市（2023年8月10日）[29]
- 30.1度　島根県松江市（2023年8月9日）[22]
- 30.1度　鳥取県境港市（2023年8月9日）[19]
- 30.1度　富山県富山市（2000年7月31日）[30]

参考（アメダス観測）
31.4度　新潟県糸魚川市（2023年8月10日）
31.3度　新潟県糸魚川市（2019年8月15日）
30.8度　新潟県糸魚川市（1990年8月22日）
30.6度　新潟県岩船郡粟島浦村（2023年8月10日）
30.3度　石川県小松市（2000年7月31日）
30.2度　島根県出雲市斐川（2023年8月9日）
30.2度　富山県中新川郡上市町（1997年8月9日）
30.0度　鳥取県鳥取市湖山（2023年8月10日）
30.0度　鳥取県西伯郡大山町塩津（2023年8月10日）
30.0度　沖縄県島尻郡久米島町北原（2022年8月26日）
30.0度　長崎県南島原市口之津（2017年8月5日）
30.0度　福井県丹生郡越廼村（2000年7月31日）